# Amanda Kotze
Amanda Kotze, née le 26 février 1986, est une athlète sud-africaine.
Elle est médaillée d'argent du relais 4 × 400 mètres aux Jeux africains de 2007 à Alger et médaillée d'or dans cette même épreuve aux Championnats d'Afrique d'athlétisme 2008 à Addis-Abeba.